# بافت زمینه

مقطع ساقهٔ یک گیاه کتان:
۱. مغز (Pith)
۲. چوب زودرس (Protoxylem)
۳. بافت چوبی (Xylem)
۴. بافت آبکش (Phloem)
۵. بافت اسکلرانشیمی (Sclerenchyma)
۶. پوست (Cortex)
۷. روپوست (Epidermis)

بافت زَمینه سامانه‌ای از بافت‌ها در گیاهان است.
انواع بافت‌های زمینه در گیاهان از مریستم (محل یاخته‌های فعال رویشی) زمینه‌ای پدید می‌آیند و سه نوع بافت ساده دارند:
- پارانشیم یا نرم آکَنه[۱] این بافت حاصل از تقسیم سلول‌های مریستمی است که تمایز نیافته‌اند.
- اِسکِلِرانشیم یا سخت‌آکَنه یا بافت سخت[۲]
- کُلانشیم یا بافت چسب آکنه[۳]